# Jewhenij Zwonok
Jewhenij Ołehowycz Zwonok (ukr. Євгеній Олегович Звонок; ur. 3 października 1999, zm. 3 marca 2022) – ukraiński kick-boxer.
Zwonok odnosił między innymi sukcesy na mistrzostwach Ukrainy. W 2021 w trakcie Pucharu Świata w Budapeszcie zdobył srebrny medal w kategorii: 05 FC 309 SM -57 KG.
Jako ochotnik brał udział w obronie Ukrainy podczas rosyjskiej inwazji w 2022 roku. Zginął w trakcie bombardowania Czernihowa w dniu 3 marca 2022. Jego ciało odnaleziono 7 marca 2022.  